# Gare de Pomona
La gare de Pomona est une gare ferroviaire des États-Unis, située sur le territoire de Pomona dans l'État de Californie.

## Histoire
Elle est mise en service en 1940.

## Service des voyageurs

### Amtrak
Les liaisons longue-distance qui desservent la gare sont :
- le Sunset Limited: Los Angeles - Orlando
- le Texas Eagle: Los Angeles - San Antonio - Chicago

Les deux trains sont combinés entre Los Angeles et San Antonio. Il y a trois services dans chaque sens par semaine.

### Liaison régionale
- le Metrolink: Riverside Line